# Diplothelopsis
Diplothelopsis es un género de arañas migalomorfas de la familia Nemesiidae. Se encuentra en Argentina. 

## Lista de especies
Según The World Spider Catalog 14.0:
- Diplothelopsis bonariensis Mello-Leitão, 1938
- Diplothelopsis ornata Tullgren, 1905